# سلام سینما
سلام سینما نام فیلمی ایرانی به کارگردانی محسن مخملباف محصول سال ۱۳۷۳ است. این فیلم در بخش نوعی نگاه جشنواره فیلم کن در سال ۱۹۹۵ به مناسبت ۱۰۰ سالگی سینما نمایش داده شد.

## موضوع
محسن مخملباف در تدارک ساخت فیلم جدیدش به مناسبت فرارسیدن سده اول سینما با انتشار یک آگهی در روزنامه‌ها از علاقه‌مندان بازیگری دعوت می‌کند در محل باغ فردوس اجتماع کنند. در روز موعود حدود پنج هزار نفر در محل فیلمبرداری حاضر می‌شوند تا پس از دریافت فرم مخصوص در آزمون بازیگری شرکت کنند. در این تجمع و مراحل آزمون ماجراهایی پیش می‌آید که فیلم مخملباف بر آن اساس شکل می‌گیرد.